# Rosefelo Siosi
Rosefelo Siosi (nascido em 23 de agosto de 1996) é um corredor de longa distância das Ilhas Salomão. Ele representou o seu país nos Jogos Olímpicos de Verão de 2016, onde competiu nos 5000 metros masculino e encerrou na última colocação da qualificatória, com 15:47.76, seu recorde pessoal.